# 치수옌구

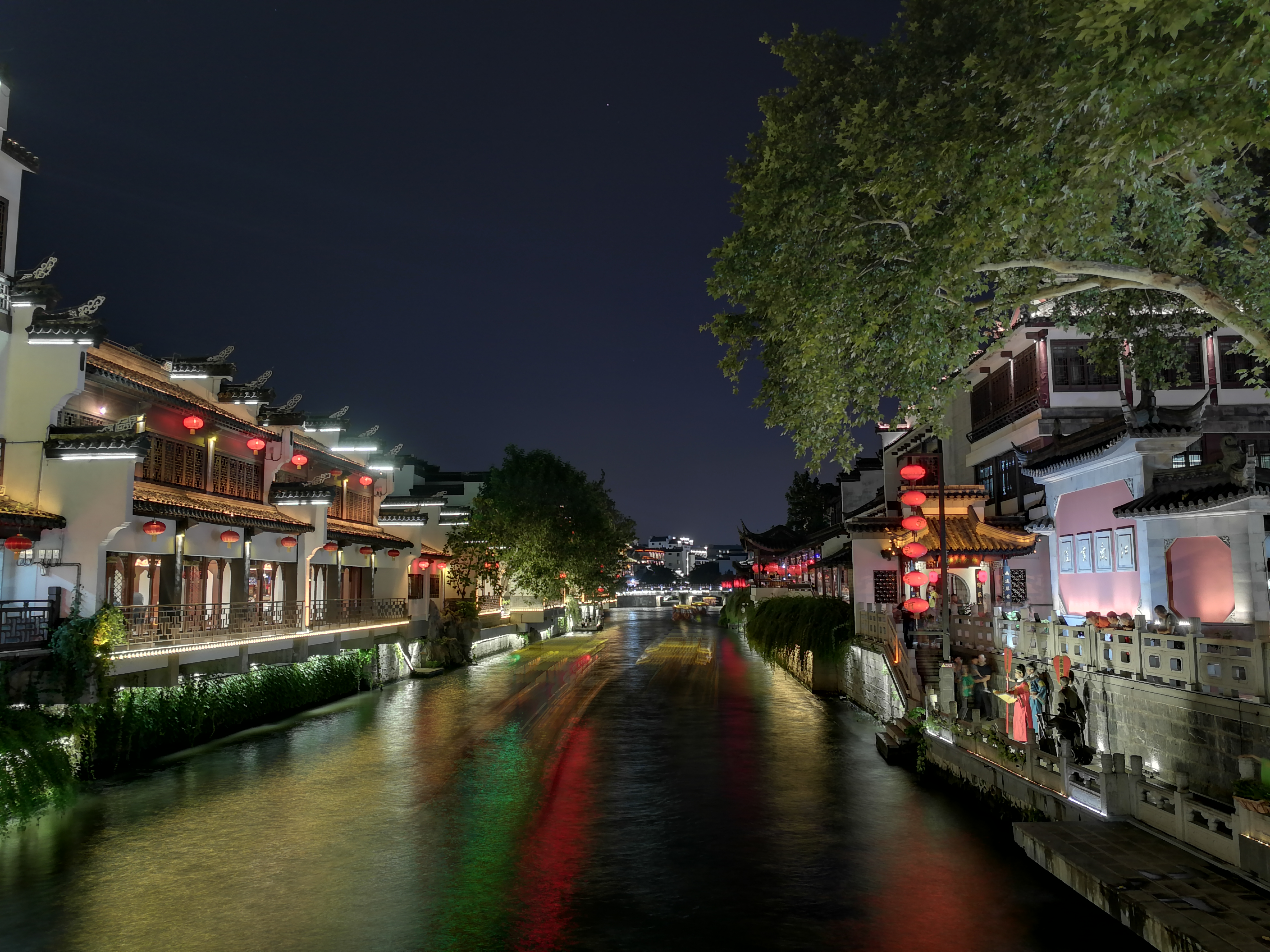

치수옌구(한국어: 척서언구, 중국어: 戚墅堰区, 병음: Qīshùyàn Qū)는 중화인민공화국 장쑤성 창저우 시의 행정구역이다. 지역의 언어는 우어의 창저우 방언을 사용한다. 넓이는 31km2이고, 인구는 2007년 기준으로 80,000명이다.

## 행정 구역
3개 가도를 관할한다.
- 가도: 戚墅堰街道, 丁堰街道, 潞城街道.